# Nicholas Teo
Nicholas Teo ( nacido el 29 de noviembre de 1981, en Kuching, Sarawak), también conocido como Nicholas Zhang, es un cantante malasio de ascendencia china. Antes de regresar a Malasia, Nicholas estaba estudiando en Taiwán, donde ganó la Mejor Interpretación en una competencia entre todas las universidades de Taiwán. A partir de entonces, se le acercó y se le preguntó si iba a firmar con una empresa como un back-up para lanzarse como cantante (vocalista, para armonizar con el vocalista principal), que Nicholas posteriormente ha ignorado. Regresó a Malasia sin haber terminado sus estudios y participó en el concurso de canto "2002 Astro Talent Quest". Nicholas ganó el primer lugar con la canción黄昏(Huang HUN), originalmente cantada por Zhou Chuan Xiong. Esto llevó a Nicholas de firmar un contrato en Taiwán, con música de calles en 2003. El 18 de junio de 2004 lanzó su primer álbum首选张栋梁( "1st Choice Nicholas"), Music Street finalmente se fusionó con Warner Music. Al escuchar música es una filial discográfica de la compañía de Singapur Musicstreet Pte. Ltd. En 2006, Nicholas recibió en el 2006 el Hito Newcomer Award en Taiwán. También completó con éxito su From Now On Concert Tour cubriendo escalas en Malasia, Singapur e Indonesia en el primer semestre de 2008. 

## Discografía

### Álbumes
- 1st Choice Nicholas 首選張棟樑 (2004)
- Nicholas 張棟樑首張同名專輯 (Taiwan Version) (August 2005)
- Only Nicholas 主打張棟樑 (February 2006)
- Prince Nicholas 王子 (June 2007)
- From Now On New Songs + Best Selection 新歌+精选 (March 2008)
- The Moment of Silence 沉默的瞬間 (June 2009)

### EP
- Nicholas Teo First EP (Malaysia Only) (2003)
- Dearly Love You EP 只在乎你 EP (Malaysia Only) (2005)

### OST
- Smiling Pasta OST 微笑PASTA電視原聲帶 (2006)
- Invincible Shan Bao Mei OST (2008)

## Dramas
- Smiling Pasta 微笑Pasta (2006) as He Qun 何群

- Invincible Shan Bao Mei 無敵珊寶妹 (2008) as Sun Wu Di 孫無敵

- Love In Seoul (2009)

## Películas
- Third Generation 第三代 (2006)
- Ratatouille 料理鼠王 (2007, Mandarin release)

## Productos y Respaldo
- Red Box Karaoke OK KTV (2004)
- Alcatel “One Touch (TM) 735” (2004)
- Besta E-Dictionary CD608 & CD616 (2003-2005)
- Sony HANDYCAM DCR-PC55E (2004-2005)
- Cotton USA Taiwan Region (2006)
- Besta E-Dictionary CD618Pro (2005-2006)
- Zheng Tea (2006-2008)
- Phillip Morgan Glasses (2006-2008)
- HBoy Fashion Line (2006-2007)
- LG Mobile Model KF510 (2008)
- REDBOX ＆ GREEN BOX KTV Image Ambassador (2008-2010)
- ALBA Watch (Malaysia, Singapur, Brunéi, Taiwán) (2009)

## Nominaciones
- MTV Asia Awards - Favourite Artiste Malaysia (2008)
- 2008 TVB8 Golden Chart Awards - Most Popular Male Singer, Gold Song (Xin Ge Shi Chang), Mainland's Most-Loved Male Singer
- 2008 PWH Awards

## Premios
- TVB8 Best New Talent Artiste - Gold Award (2003)
- Global Chinese Music Award - Best Newcomer (2005)
- Singapore Hit Award - Best New Act (2005)
- HITO Newcomer Award (2006)
- Malaysia PWH Award (2006)
- Malaysia Didadee Hits Award - Most Popular Chinese Singer (2007)
- Red Box Karaoke Annual K-Songs Top 20 (2007)
- 1st Kiss Apple Love Song Chart Award (2008)
- Malaysia Leaping Youth Most Yeah! Award (2008)
- Readers' Favourite Hit Songs - "Prince" & "Try Singing a New Song" + Readers' Most-Loved Best Local Male Singer(Gold) 2008
- MTV Asia Favourite Artiste Malaysia Award (2008)
- 現場投選最受歡迎原唱歌手獎 [娛協獎2008] (2008)
- 2009 Annual Kiss Apple Top 10 Love Songs Chart - Winning Song "Ji Mo Na Me Duo" (Taiwán)
- 2009 Metro Mandarin Power Awards - Most Improved Singer and Asia's Popular Idol (Hong Kong)

## Bandas y artistas relacionados
- Cui Jian
- Dou Wei
- Tang Dynasty (band)